# اولیویه گرونر
اولیویه گرونر (فرانسوی: Olivier Gruner‎؛ زادهٔ ۲ اوت ۱۹۶۰) یک کماندوی سابق نیروی دریایی، بازیگر، کارگردان، تهیه کننده فرانسوی و همچنین یک فیلمنامه نویس، رزمی کار و خلبان. او در پاریس، فرانسه متولد شد و در سال ۱۹۸۸ به ایالات متحده رفت. او تاکنون در بیش از ۴۰ فیلم و چهار سریال تلویزیونی ظاهر شده است و بیشتر به خاطر فیلم‌های اکشن علمی تخیلی و هنر رزمی‌اش شناخته می‌شود.
وی بازیگر فیلم‌هایی همچون؛ فرشته شهر (۱۹۹۰)، نمسیس (۱۹۹۲)، ساواته (۱۹۹۵) و تله سرعت (۱۹۹۹) می‌باشد.